# Hercules Motor Wagon Company
Hercules Motor Wagon Company war ein britischer Hersteller von Automobilen.

## Unternehmensgeschichte
Das Unternehmen aus Levenshulme bei Manchester begann 1901 mit der Produktion von Automobilen. Der Markenname lautete Hercules. 1909 endete die Produktion.

## Fahrzeuge
Der wichtigste Produktionszweig waren Dampfwagen. Sie ähnelten Lokomotiven und hatten Drehschemellenkung.
Zwischen 1906 und 1907 entstanden Fahrzeuge mit Ottomotor. Ein Vierzylindermotor mit 36 PS trieb die Fahrzeuge an.